# Sutton on Hull
Sutton on Hull är en stadsdel i Kingston upon Hull, i kommunen Kingston upon Hull, i grevskapet East Riding of Yorkshire, i England. Stadsdelen hade 13 399 invånare år 2021. Sutton on Hull/Sutton Without var en civil parish 1894–1935 när blev den en del av Sculcoates och Wawne. Civil parish hade 196 invånare år 1931. Byn nämndes i Domedagsboken (Domesday Book) år 1086, och kallades då Sudtone/Sutone.